# Шайнфельд
Шайнфельд (нем. Scheinfeld) — город и городская община в Германии, в земле Бавария.
Подчинён административному округу Средняя Франкония. Входит в состав района Нойштадт-ан-дер-Айш-Бад-Виндсхайм. Подчиняется управлению Шайнфельд. Население составляет 4622 человека (на 31 декабря 2010 года). Занимает площадь 45,12 км². Официальный код — 09 5 75 161.
Город подразделяется на 18 административных единиц.

## Население
По оценке на 31 декабря 2015 года население общины Шайнфельд составляет 4586 чел. 

| Дата      | 1840 | 1871 | 1900 | 1925 | 1939 | 1950 | 1961 | 1970 | 1987 | 2011 |
| --------- | ---- | ---- | ---- | ---- | ---- | ---- | ---- | ---- | ---- | ---- |
| Население | 3035 | 3161 | 2957 | 2997 | 3339 | 4603 | 4194 | 4266 | 4225 | 4579 |

| Год       | 1960 | 1970 | 1980 | 1990 | 2000 | 2009 | 2010 | 2011 | 2012 | 2013 | 2014 | 2015 |
| --------- | ---- | ---- | ---- | ---- | ---- | ---- | ---- | ---- | ---- | ---- | ---- | ---- |
| Население | 4154 | 4277 | 4053 | 4470 | 4785 | 4669 | 4622 | 4582 | 4583 | 4524 | 4565 | 4586 |

## Промышленность
- В городе находится единственный завод компании Adidas, расположенный на территории Европы[8].

## Достопримечательности
- Замок Шварценберг

## Иллюстрации

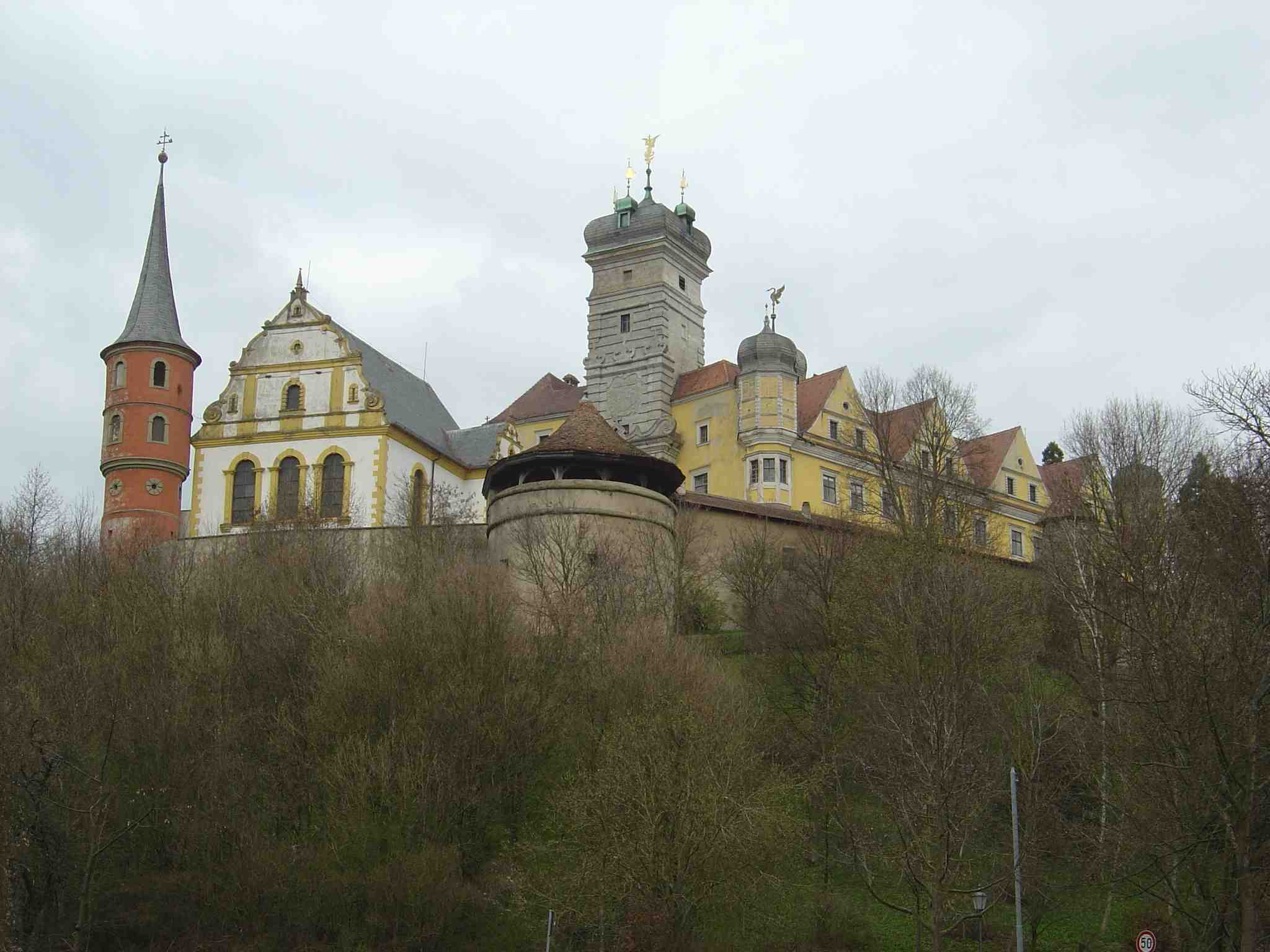
Замок Шварценберг
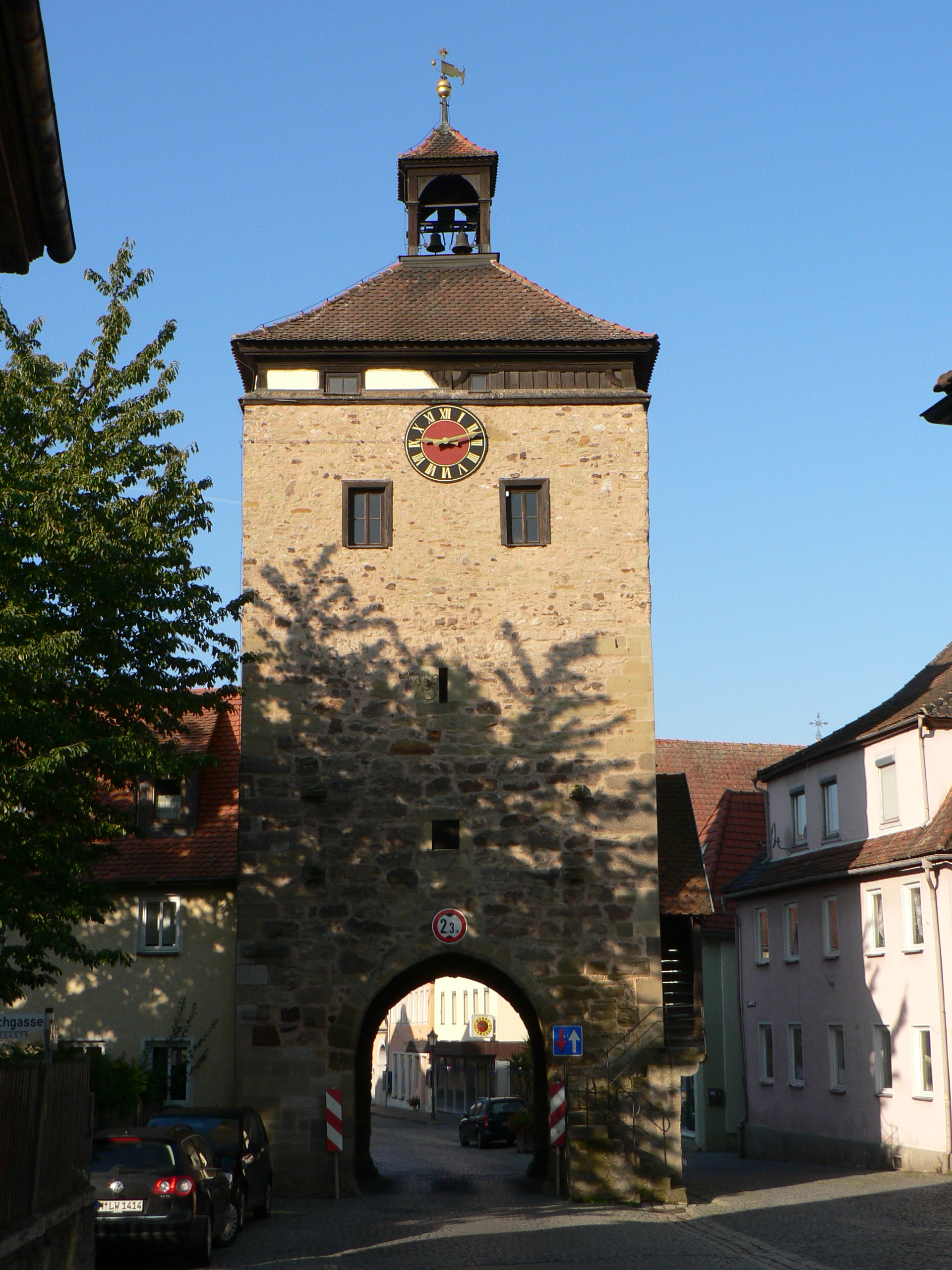
Городские ворота
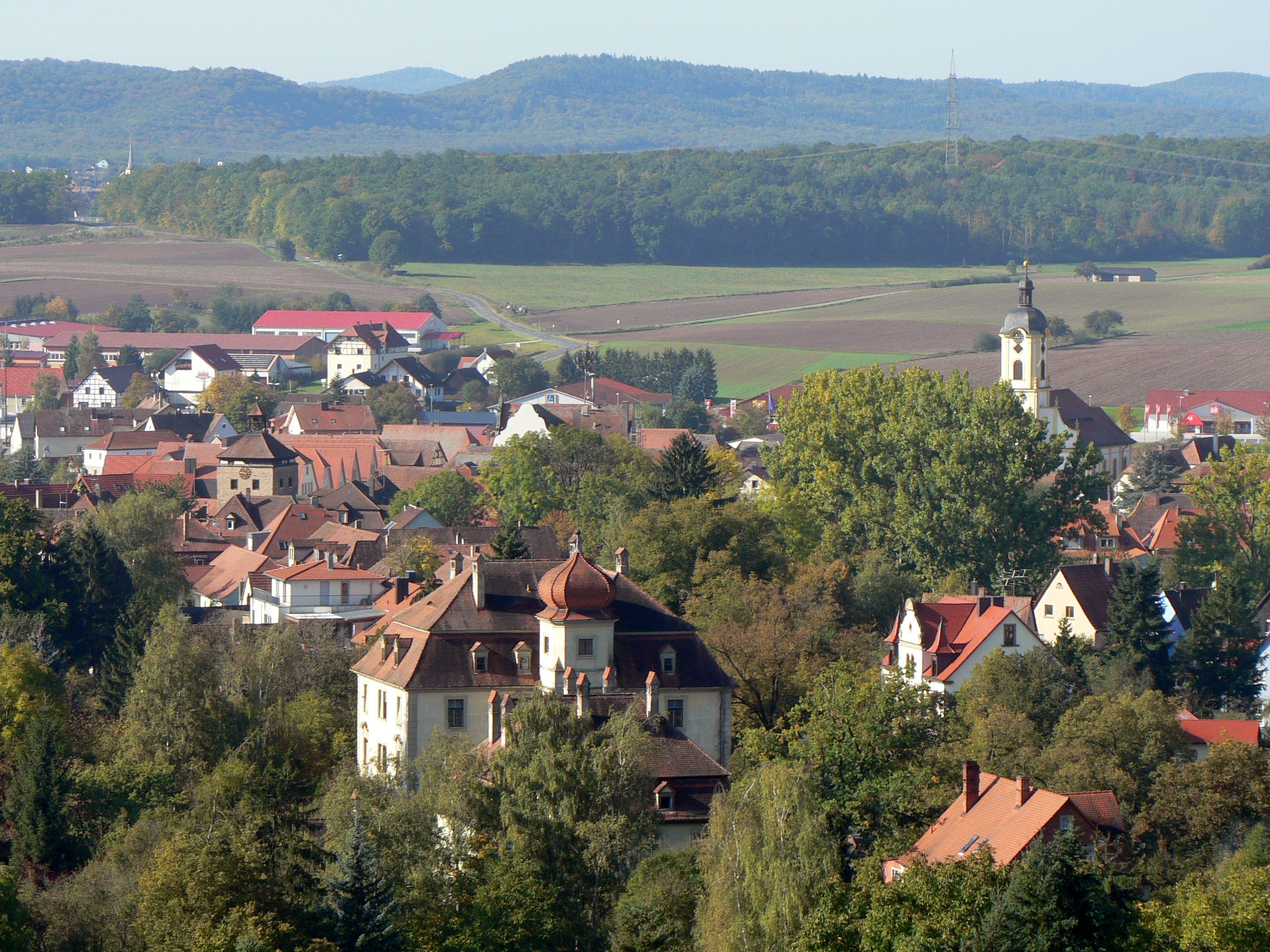
Восточный вид